# النويعمة
النويعمة (بالإنجليزية: An-Nuway'imah) هي قرية فلسطينية في محافظة أريحا في الضفة الغربية، وتقع على بعد خمسة كيلومترات إلى الشمال من مدينة أريحا. تقع على ارتفاع منخفض تحت مستوى سطح البحر في وسط غور الأردن. تحتوي القرية على مدرسة ابتدائية وثانوية واحدة.

## التاريخ
دمجت النويعمة، شأنها شأن بقية فلسطين، في الدولة العثمانية في عام 1517، وفي تعداد عام 1596، كانت القرية تقع في ناحية القدس في لواء القدس. كان عدد السكان 33 أسرة، كلهم من المسلمين. دفع القرويون معدل ضريبة ثابت قدره 33,3% على مختلف المنتجات الزراعية، مثل القمح والشعير والمحاصيل الصيفية والماعز وخلايا النحل وجاموس الماء، بالإضافة إلى "العائدات العرضية"؛ بما مجموعة 5,800 آقجة.
في عام 1883، أشار مسح صندوق فلسطين الاستكشافي لغرب فلسطين إلى مياه النبع والقناة المائية في النويعمة.

### عهد الانتداب البريطاني
في تعداد فلسطين لعام 1922 الذي أجرته سلطات الانتداب البريطاني، كان النويعمة، مع العوجا والديوك الفوقا، يبلغ عدد سكانها 332 نسمة؛ 322 مسلمًا و 10 مسيحيين، حيث كان المسيحيون 7 أرثوذكس، و 3 كاثوليك سوريين.
في تعداد 1931 كان عدد سكان النويعمة 179 مسلمًا، في 43 منزلًا.
في إحصاءات عام 1945، كان عدد سكان القرية 240 مسلمًا وكان لها ولاية قضائية على 52,600 دونم من الأراضي. كانت مقسمة، 117 دونماً مخصصًا للحمضيات والموز، و 1,177 دونماً مخصصة للمزارع والأراضي القابلة للري، و 728 للحبوب، في حين كان 50,614 دونماً من المناطق غير القابلة للزراعة.

### العهد الأردني
في أعقاب حرب 1948، وبعد اتفاقات الهدنة لعام 1949، أصبحت النويعمة تحت الحكم الأردني.

### بعد 1967
منذ حرب 1967، أصبحت النويعمة تحت الاحتلال الإسرائيلي.
في عام 1979، صادرت إسرائيل 5,048 دونم من أراضي القرية، من أجل بناء مستوطنة نعومي الإسرائيلية.

### السلطة الفلسطينية
بعد تأسيس السلطة الفلسطينية، عُرف 27% من أراضي القرية بالمنطقة ب، بينما المساحة المُتبقية عُرفت بأنها المنطقة ج.
بعد اتفاقيات عام 1995، تم تصنيف 12.5% من أراضي النويعمة على أنها منطقة أ، والبقية 87.5% هي المنطقة ج.
طبقًا للجهاز المركزي للإحصاء الفلسطيني، كان عدد سكانها حوالي 1,170 في منتصف عام 2006.

## السكان
دخلت فلسطين وفود كبيرة عبر العصور من تجار وغيرهم؛ وذلك لموقعها الهام كنقطة وصل بين القارات، ومركز للحضارات والأديان.
| السنة      | (1931) | (1945) | (1997) | (2007) | (2017) |
| ---------- | ------ | ------ | ------ | ------ | ------ |
| عدد السكان | 179    | 240    | 840    | 1,229  | 1,794  |

## الاقتصاد
النويعمة هي واحدة من القرى القليلة في غور الأردن التي لديها مياه الينابيع. مياه النبع القريب هو مفتاح اقتصاد القرية، حيث يعتمد على الزراعة كمصدر رئيسي للدخل والغذاء. أكثر المحاصيل التي تزرع على نطاق واسع هي الموز والخضروات. في السابق، كان يتم توجيه المياه من وادي النويعمة عبر أنابيب مفتوحة كانت عرضة للتلوث وفقدان المياه، لكن مشروع المعونة الأمريكية للاجئين في الشرق الأدنى وضع مشروع بقيمة 233,000 دولار لحماية الأنابيب. اليوم، تنقل مياه الينابيع إلى القرية عبر أنابيب مغلقة ومدفونة وتستخدم لأغراض متعددة.